# Социальная демократия (партия)
Социа́льная демокра́тия (чеш. Sociální demokracie, SOCDEM) — левоцентристская политическая партия в Чехии, одна из старейших чешских политических партий, в период с образования Чешской Республики и до середины 2010-х годов, была одной из основных и ведущих партий в Чехии. В период с 1993 по июнь 2023 года имела название Че́шская социа́л-демократи́ческая па́ртия (чеш. Česká strana sociálně demokratická — ČSSD).

## История

### Возникновение рабочего движения в Богемии и Моравии
Истоки чешского рабочего движения можно найти в 1860-х годах. Именно тогда были созданы первые профсоюзные и образовательные ассоциации чешского пролетариата. В 1868 году был основан кооператив самопомощи «Оул» (чеш. Oul) под руководством Франтишека Ладислава Хлеборада, сторонника и пропагандиста создания кооперативов. В 1870 году на горе Ештед, прошла массовая демонстрация чешских и немецких рабочих, названная позднее «народным лагерем».
7 апреля 1878 года в трактире «У Каштана» в Бржевнове состоялся учредительный съезд специальной организации чешских социал-демократов в составе Социал-демократической партии Австрии под названием «Социал-демократическая партия Чехославянская в Австрии» (чеш. Sociálně demokratická strana českoslovanská v Rakousku). Главными действующими лицами съезда были журналисты Ладислав Запотоцкий и Йозеф Болеслав Пецка, публиковавшиеся в журналах «Дельницке листы» (Рабочие новости) и «Будоуцност» (Будущее). Процесс обретения независимости чешского социал-демократического движения  от так называемого Австрийского Интернационала завершился в декабре 1893 года на съезде, состоявшемся в Ческе-Будеёвице, а именно созданием организационной и структурированной «Чехославянской социал-демократической рабочей партии» (чеш. Českoslovanská sociálně demokratická strana dělnická).

### Деятельность до создания Чехословакии (1897—1918)
Спустя четыре года после создания полноценной партии, её представители были избраны в Рейхсрат. В этом же году, делегация из пяти депутатов партии, сделали «Антигосударственное заявление» (чеш. Protistátoprávní prohlášení). В заявлении, партия отказывалась от идеи создания независимого чешского государства, критиковала чешские либеральные и националистические партии за их политическую деятельность. Это привело к расколу партии на противников и сторонников независимости Чехии, часть сторонников вышла из партии и вместе со сторонниками некоторых других партий основала Чешскую национально-социальную партию. Это заявление также повлекло за собой выход рабочего спортивного объединения из Сокольского движения.
Программа партии поддерживала Второй интернационал, выступала за введение восьмичасового рабочего дня, всеобщего избирательного права и корректировку условий оплаты труда. В 1907 году в Австро-Венгрии ввели всеобщее право голоса для мужчин, и были проведены выборы в Рейхсрат, на которых партия под руководством Антонина Немеца она впервые баллотировалась вне австрийской социал-демократической партии. Партия победила в Богемии, но после пересчета голосов по куриям, заняла второе место (после Аграрной партии) с 22 депутатами и таким образом заняла шестое место по численности фракции в Рейхсрате.
На выборах в Рейхсрат в 1911 году получила 25 депутатов. Во время Первой мировой войны партия отвергала деятельность сопротивления и была полностью лояльна властям Австро-Венгрии, но к концу войны левое крыло партии участвовало в так называемых «голодных» антивоенных демонстрациях.

### Времена Первой республики
Спустя месяц после создания Первой республики, в декабре 1918 года, партия была пересоздана путем переименования в «Чехословацкую социал-демократическую рабочую партию» (чеш. Československá sociálně demokratická strana dělnická, ČSDSD). С момента создания независимого государства, была второй по силе политической партией, имевшей 47 депутатов в Революционном национальном собрании (кооптация произошла исходя из результатов выборов Рейхсрат в 1911 году). В первом правительстве во главе с Карелем Крамаржем партия получила три министерства — образования, юстиции и социального обеспечения. Партия также получила пост председателя Революционного национального собрания, главой которого стал депутат Франтишек Томашек.

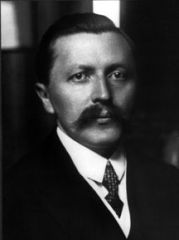
Властимил Тусар (1880—1924), первый социал-демократический премьер Чехословакии

На первых коммунальных выборах в 1919 году, на которых женщины впервые воспользовались полученным правом голосовать, партия победила с подавляющим количеством голосов, 32,5% от общего числа голосов. Эта победа привела к отставке национально-демократического премьер-министра Крамаржа, чья партия проиграла. После этого партия заключила «Красно-зелёную» коалицию с ČSNS и Республиканской аграрной партией. Новым премьер-министром стал лидер социал-демократов Властимил Тусар. Таким образом, он стал первым премьер-министром от социал-демократов в истории Чехии.
На первых парламентских выборах в 1920 году, партия победила получив 25,7% голосов в Палату депутатов (74 мандата) и 28,07% (41 мандат) в Сенат. Премьер-министром вновь стал Властимил Тусар, который сформировал новое правительство на основе «Красно-зелёной» коалиции. Однако во время успеха партии, в ней уже существовал политический раскол между ведущим умеренным государственническим течением и марксистско-ленинской оппозицией, которая поддерживала Коммунистический интернационал и стремилась к коммунистической революции. Оппозиционная часть собралась на съезде в сентябре 1920 года, создала «левую» фракцию и приняла отдельную программу. В октябре того же года, 23 депутата фракции сформировали собственную фракцию в Палате депутатов. В ответ на это, премьер-министр Тусар подал в отставку, после чего пало правительство и было заменено временным правительством Яна Чернего, состоящим из беспартийных министров. Раскол партии был практически завершен съездом членов партии в ноябре 1920 года, на котором была принята новая Рабочая экономическая программа и отвергнуты принципы Коммунистического Интернационала. В начале декабря 1920 года сторонники коммунистического крыла партии предприняли попытку переворота, сначала захватив штаб-квартиру партии, Народный дом в Праге, а затем, после вмешательства полиции, объявили всеобщую забастовку в стране, которая происходила в течение недели, из-за которой в стране было объявлено военное положение. Забастовка была подавлена, более трёх тысяч рабочих было арестовано, около 14 было убито. В мае 1921 года левая фракция официально объявила о создании Коммунистической партии Чехословакии (KSČ). После этого кризиса, раскола и разделения, партия потеряла ведущую роль на политической арене и в правительстве, однако она участвовала во всех правительствах до конца избирательного периода, в полупартийном правительстве Эдварда Бенеша и первом правительстве Антонина Швеглы.

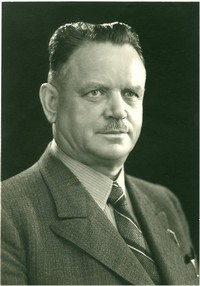
Антонин Гампл, председатель партии (1925—1938)

Несмотря на это, партия оставалась настолько ослабленной, что на парламентских выборах 1925 года она получила только 8,8% голосов в Палату депутатов и Сенат (29 и 14 мандатов соотвественно), в то время как коммунистическая партия получила на 4% больше голосов и заняла второе место на выборах. После выборов партия вошло во второе правительство Антонина Швеглы, однако в 1926 году покинуло его совместно с социалистами (ČSNS), после чего возникло второе временное правительство Яна Чернего. На партийном съезде в 1924 году новым председателем партии был избран депутат и бывший советник Союза металлургов Антонин Гампл, заместителем председателя стал мэр Кладно Карел Киндл.  Спустя два года генеральным секретарём партии стал сенатор от Млада-Болеславского округа Войтех Дундр. В 1926 году, после длительного политического кризиса, было сформировано правительство так называемой «Господской коалиции» (чеш. Panská koalice), то есть коалиции несоциалистических партий (главную роль в которой играла Аграрная партия, Народная партия и Глинкова словацкая народная партия), и таким образом партия, оказалась в оппозиции на оставшуюся часть избирательного периода.
В период с 1918 по 1926 год крупнейшим союзником партии была Немецкая социал-демократическая рабочая партия в ЧСР (чеш. Německá sociálně demokratická strana dělnická v ČSR, нем. Deutsche sozialdemokratische Arbeiterpartei in der Tschechoslowakischen Republik, DSAP). Обе партии рассматривали возможность слияния, но оно не состоялось из-за некоторых по-разному понятых программных пунктов (международная политика и взгляды на немецкое меньшинство в Чехословакии). Главным органом партийной печати была газета «Право народа» (чеш. Právo lidu).
На выборах в 1929 году, партии удалось обогнать коммунистов и получить 13% голосов (39 и 20 мандатов). До съезда 1930 года партия придерживалась традиций марксизма, однако на съезде была принята новая программа партии, пересмотревшая прежнюю направленность. Впоследствии партия была одним из младших членов всех правительств Яна Малипетера (1932–1935), всех правительств Милана Годжи (1935–1938) и правительства Яна Сырового (1938). На парламентских выборах в 1935 году, партия получила 12,7% голосов (38 и 20 мандатов).
Партия также развивала контакты с другими европейскими социал-демократическими партиями и была активным членом Социалистического рабочего интернационала. Со второй половины 1920-х годов сотрудничала с Немецкой социал-демократической рабочей партией в Чехословакии, а после 1933 года организовывала помощь немецкой (а позже и австрийской) демократической и социалистической эмиграции в Чехословакии. Во второй половине 1930-х годов оно поддерживало борьбу испанских левых во время гражданской войны и принимало активное участие в борьбе за защиту Чехословакии. Оно полностью разделяло и поддерживало концепцию коллективной безопасности Бенеша (Женевский протокол, Малая Антанта, Восточное Локарно, Восточный пакт, оборонные договоры с Францией и СССР, План Годжи).

### Вторая республика и война
После политических изменений направленных в сторону создания авторитарного режима, произошедших после Мюнхенского соглашения, отставки президента Бенеша и создания «Второй республики», осенью 1938 года партия объединилась с другими левыми и левоцентристскими партиями в «Национальную партию труда» (чеш. Národní strana práce). Эта партия находилась в оппозиции правящей консервативной правой партии – Партии национального единства.
После начала немецкой оккупации и создания Протектората Богемии и Моравии в марте 1939 года, партия была официально запрещена. Во время Второй мировой войны, бывшие члены партии оказавшиеся в эмиграции, вошли в состав Чехословацкого правительства в изгнании, а также в состав Чехословацкого государственного совета.

### Третья республика
В 1945 году партия была восстановлена под названием «Чехословацкая социальная демократия» (чеш. Československá sociální demokracie, ČSSD), как одна из четырех разрешенных чешских партий Национального фронта. Ее представители приняли участие в работе Временного Национального собрания, а председатель партии Зденек Фирлингер стал председателем первого послевоенного правительства. Немецкая социал-демократическая рабочая партия не могла быть восстановлена из-за декретов Бенеша.

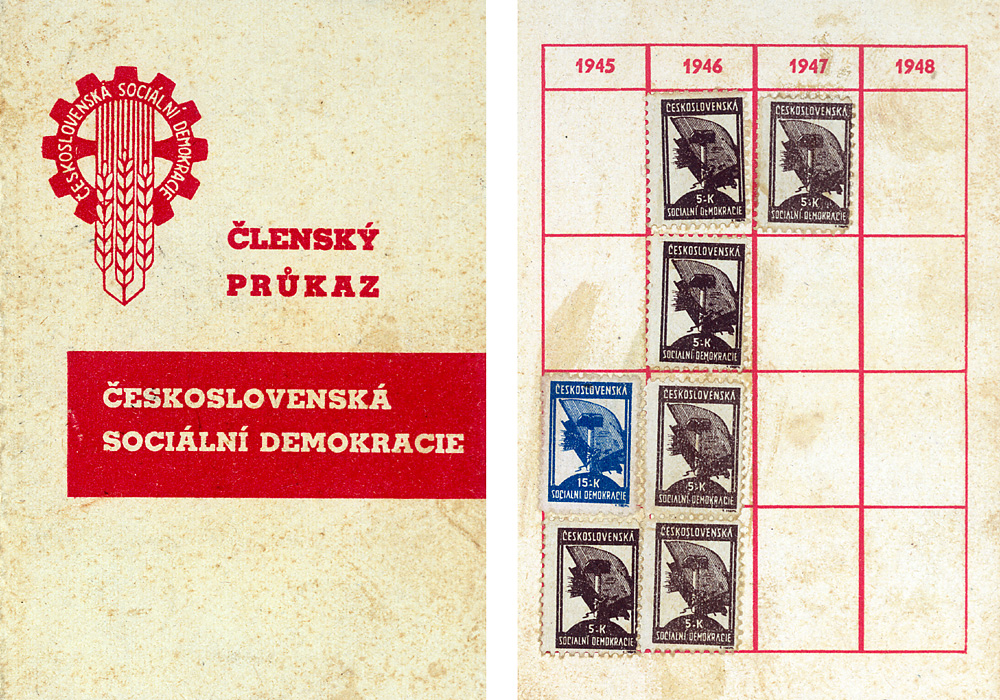
Членский билет (1945-1948)

На выборах в Учредительное национальное собрание в 1946 году, партия получила 12,1% голосов (37 мандатов), и стала самой мелкой из всех четырёх чешских партий (большинство левых избирателей склонялись к коммунистам или социалистам). Партия вошла в состав правительства и, среди прочего, её депутат и член Людмила Янковцова, стала первым женщиной-министром в истории Чехии. Однако в партии образовалось два течения: центрист Богумил Лаушман был избран председателем на съезде в ноябре 1947 года (благодаря помощи депутата Вацлава Майера, сторонника независимого развития партии), а крыло Фирлингера, в котором доминировали коммунисты, было временно разгромлено.
В то время прокоммунистическое крыло проникло и уже действовало во всех чешских партиях, но большего размера оно достигло в социал-демократической партии. Во время февральского переворота, социал-демократическая партия не присоединилась к массовой отставке демократических министров из Национал-социалистической партии, Народной партии и Демократической партии. Благодаря им и Яну Масарику, это помешало попытке некоммунистических партий добиться падения правительства и позволили Клементу Готвальду заменить уходящих в отставку министров, на членов коммунистической партии (впоследствии два из трех министров социал-демократов, не признали решение своей партии и подали в отставку).
В первые недели после переворота некоторые ведущие представители партии уехали в эмиграцию, а в мае 1948 года в Лондоне, создали Центральный исполнительный комитет партии за границей. 27 июня 1948 года деятельность партии была незаконно прекращена путём насильственного слияния с коммунистической партией в нарушение устава социал-демократической партии. Вступительное заявление в партию, которое должны были подать в компартию бывшие члены социал-демократической партии, впоследствии отказалось подписать более 200 000 членов, из-за чего впоследствии подверглись преследованиям за это действие. Остальные высокопоставленные члены партии обычно оставались в руководстве государства в качестве членов коммунистической партии.

### Партия в эмиграции
После ликвидации партии на родине, эмигранты из Чехословакии продолжали вести свою деятельность в изгнании. Главными представителями партии был Блажей Вилим (с 1948 по 1950 — генеральный секретарь партии), Вацлав Майер, Вилем Бернард, Франтишек Немец, Мирко Седлак, Арно Гаис, Радомир Лужа и Иржи Горак. Штаб-квартирой центрального руководства стал Лондон, где также в период с 1950 по 1964 год издавался журнал «Демократия и социализм». В отдельных государствах постепенно формировались региональные организации во главе с местными попечителями. Другие центры партийной деятельности были созданы в Париже, США, Швейцарии, Германии и Вене, где в составе Социал-демократической партии Австрии была создана фракция «Чехословацкая социалистическая партия в Австрии». Некоторые бывшие социал-демократы участвовали в создании «зелёных партий» в различных странах, которые критиковали как западный капитализм, так и советский коммунизм.
В 1968 году во время Пражской весны была предпринята попытка восстановить партию, но этим планам помешало вторжение советских войск.
Отдельную изолированную заграничную группу составляли члены так называемого кружка Циннера, убежденных немецких социал-демократов, лояльных к Чехословакии и наследию Людвига Чеха (бывшего министра и депутата). Они были против крыла бывшей немецкой социал-демократической партии в Чехословакии, Венцеля Якша и Селигер-Гемайнде, которое было готово сотрудничать с судето-немецкой ассоциацией (требовавшей в это время финансовой компенсации за конфискованную собственность Судетских немцев в Чехословакии).

### Восстановление партии

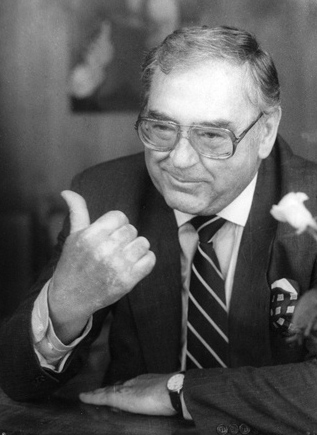
Горак, Иржи (1924—2003) (1924—2003), председатель партии в 1990—1993 годах

Несмотря на планы по восстановлению партии уже в 1968 году, они свершились лишь спустя двадцать один год, в 1989 году. Через два дня после разгона студенческой демонстрации на Национальном проспекте в Праге, в эфире радио «Свободная Европа», заявил о восстановлении партии её бывший член (до 1948 года) Славомир Клабан. Части бывших социал-демократов не разрешили участвовать в восстановлении партии из-за их сотрудничества с коммунистами. Восстановительный двадцать четвёртый съезд партии состоялся 24 и 25 марта 1990 года в пражском Бржевнове. На съезде председателем был избран Иржи Горак, съезд также объявил, что партия будет исходить из партийных довоенных традиций. Важную роль в партии сыграл Валтр Комарек, будучи одним из главных действующих лиц Бархатной революции. В конкуренции с Гражданским форумом партия не добилась большого успеха (на выборах в Палату наций она набрала 4,17%, в Палату народа — 3,84%, в Чешский национальный совет — 4,11%), кроме того, она вновь страдала от внутренних противоречий.
В последующие годы влияние партии несколько возросло, после роспуска Гражданского форума в 1991 году, в Федеральном собрании был образован «Клуб депутатов социал-демократической ориентации», в который вошли многие деятели, в последующие месяцы вступившие в партию. На парламентских выборах 1992 года партия получила 6,53% голосов и 16 мандатов в Чешском национальном совете.

## Современная история

### Эра Милоша Земана (1993—2001)
На партийном съезде партии в 1993 году, партия  сменила название на «Чешская социал-демократическая партия» (что позволило сохранить аббревиатуру ČSSD, чеш. Česká strana sociálně demokratická), а новым председателем партии был избран Милош Земан. Перед парламентскими выборами в июне 1996 года партия провела обширную контактную кампанию, главным символом кампании стал автобус «Земак» (чеш. Zemák), на котором лидеры партии объезжали страну. Название Земак можно интерпретировать не только как «Кароса Земана», но и является синонимом картофеля в чешских диалектах. Милош Земан тогда сказал об этом: «ЧСДП всегда была партией, которая обращается к людям, которые потребляют основные продукты питания - картофель, молоко и зерно, а не к тем, кто живет икрой и шампанским». Результаты кампании были успешны, партия набрала 26,44% голосов и стала второй по силе партией Чехии, что вызвало большое удивление. Это также означало потерю парламентского большинства предыдущей правоцентристской коалиции. В последующие два года партия оставалась в оппозиции и неофициально поддерживала правительство меньшинства коалиции ODS, KDU-ČSL и ODA. Милош Земан был избран председателем Палаты депутатов.
И перед досрочными парламентскими выборами в июне 1998 года партия провела обширную контактную кампанию и сумела получить большую часть протестных голосов. Партия победила на выборах, набрав 32,31% голосов, и сформировала правительство меньшинства во главе с Земаном, четырехлетняя деятельность которого стала возможной благодаря так называемому оппозиционному соглашению, заключенному между Земаном и Клаусом в июле 1998 года. Некоторые избиратели и журналисты назвали это соглашение фальсификацией выборов, поскольку две партии с разными программами, которые в течение кампании нападали друг на друга и исключали возможность сотрудничества, объединились в попытке получить политическую власть. В этом правительстве, с одной стороны, были общепризнанные персоны, такие как бывший диссидент, а затем председатель Конституционного суда Павел Рыхетский или будущий омбудсмен Отакар Мотейл, но с другой стороны и некоторые противоречивые личности, например Иван Давид, Иво Свобода, Ярослав Тврдик, Карел Бржезина, Вацлав Грулич или главный советник Земана Мирослав Шлоуф. В это время некоторые высокопоставленные политики партии были связаны с главой чешской организованной преступности Франтишеком Мразеком. Широко известны и ставшие достоянием общественности внутрипартийные споры, когда Милош Земан пытался дискредитировать вице-председательницу собственной партии Петру Бузкову с помощью созданных компрометирующих материалов. По этим причинам правительство часто подвергалось критике со стороны общественности и журналистов. Часть партийных деятелей также участвовала в попытке захватить Чешское телевидение.

### Первое десятилетие 21 века (2001—2011)
В апреле 2001 года на партийном съезде партии новым председателем стал министр труда и социальных дел Владимир Шпидла. Тому удалось в глазах избирателей пресечь скандалы предыдущего правительства, и таким образом, партия снова выиграла парламентские выборы в 2002 году и сформировала правительственную коалицию с KDU-ČSL и US-DEU. Однако эта коалиция имела лишь необходимое большинство в Палате депутатов (101 мандат). Владимир Шпидла пытался реформировать партию, его считали политиком западного прогрессивного либерального стиля с упором на экологию. Однако партию сопровождала разобщенность как в коалиции, так и в самой партии. Оппозиционная ODS критиковала её и считала слишком левой, а с другой стороны, оппозиционная KSČM заявила, что ЧСДП предала левые ценности. Пиком политической карьеры Шпидлы стало вступление Чехии в Евросоюз, чему он сам всячески способствовал и поддерживал, но после провала партии на выборах в Европарламент, он сложил с себя полномочия главы партии и правительства и принял пост еврокомиссара в Комиссии Баррозу.

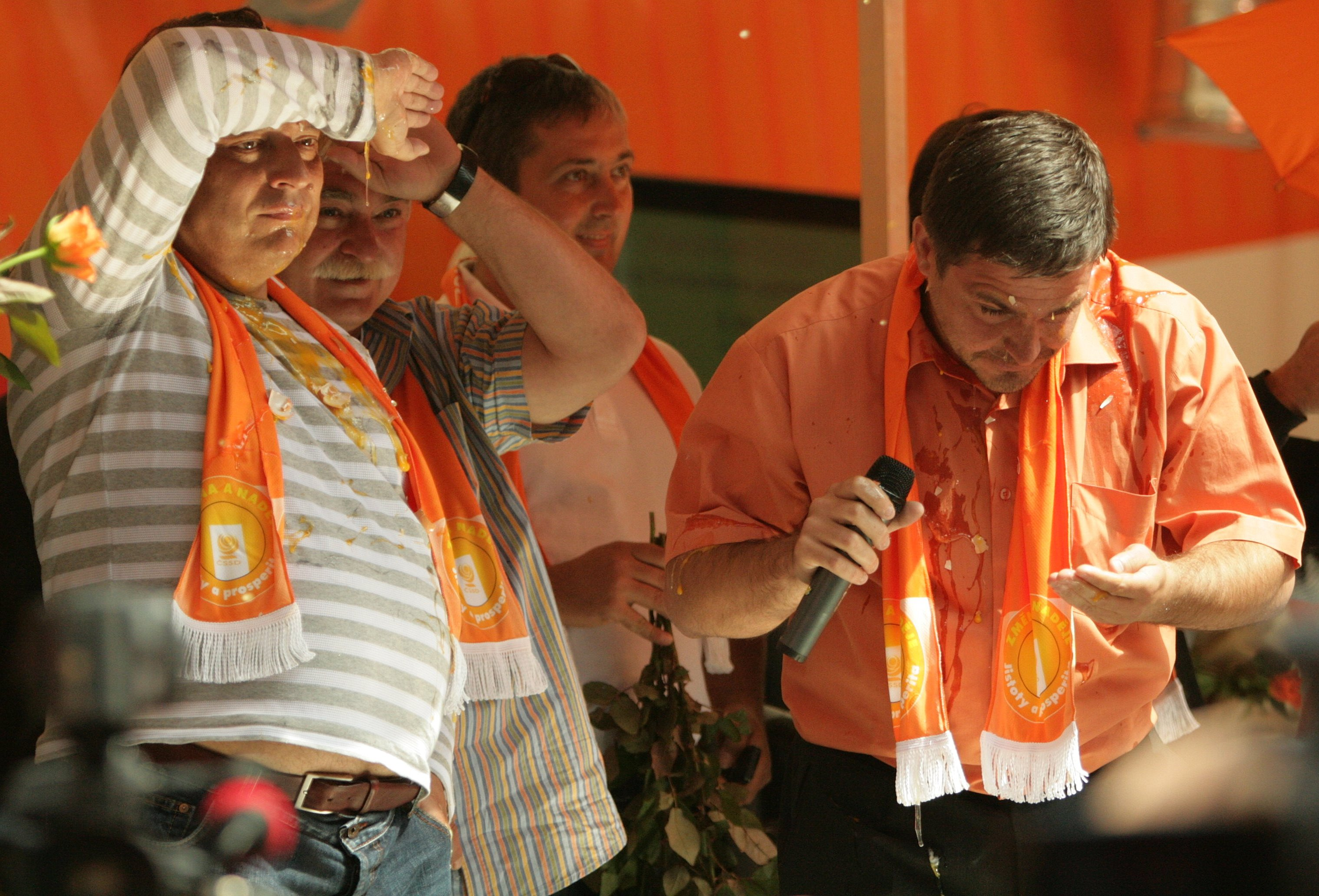
Последствия бросания яиц в лидера ЧСДП Иржи Пароубека (слева) во время предвыборного митинга, 2009 год

Новым председателем стал бывший министр внутренних дел Станислав Гросс, который стал самым молодым председателем партии и правительства Чехии. Однако вскоре вокруг него разгорелся скандал связанный с финансированием покупки своей квартиры. Станислав Гросс ушёл в отставку, а на его место был избран министр регионального развития Иржи Пароубек, который объединил партию и сумел привлечь к ней новых избирателей (в первую очередь избирателей коммунистов). Однако перед парламентскими выборами 2006 года партия вновь столкнулась со многими спорами и коррупционными делами, а жёсткий разгон, полицией Чешской Республики по приказу премьер-министра и министра внутренних дел, вечеринки «CzechTek 2005» также подвергался критике. На самих выборах, партия, несмотря на свой исторически наилучший результат на выборах (32,32% голосов), заняла второе место после ODS и оказалась в оппозиции.

Анонимный агитационный плакат, изображающий возможный союз между ЧСДП и КПЧМ как возрождение тоталитаризма

Несмотря на это поражение, через два года партия победила во всех краях Чехии на региональных выборах и смогла избрать 23 из 27 выбираемых сенаторов на выборах в Сенат. Период между 2008 и 2010 годом называют «оранжевым цунами» (по тогдашнему цвету партии на агитационных материалах), поскольку партия выиграла как региональные выборы, так и впервые выборы в Сенат, где она также смогла избрать Председателя Сената, которым стал Милан Штех. Несмотря на успехи партии и опросы общественного мнения, на парламентских выборах в 2010 году партия выиграла выборы, но получила лишь 22,08% голосов, вместо ожидаемых 30%. Но количество мандатов оказалось недостаточно для формирования левого правительства (даже при поддержке со стороны коммунистов). Поэтому партия вновь оказалась в оппозиции.

### Эра Богуслава Соботки (2011—2017)
В 2011 году на партийном съезде председателем партии был избран Богуслав Соботка. Его считали представителем прагматичного, более либерального крыла партии, продолжающего дело Владимира Шпидлы, но Соботке так и не удалось изменить всю партию в этом духе, она казалась со стороны расколотой. На досрочных парламентских выборах в 2013 году партия шла с целями: снижение НДС, введение прогрессивного налогообложения для людей с высокими доходами, открытие вопроса о налогообложении недвижимости церкви возвращенной реституцией прошлого правительства. Согласно предвыборным опросам, социал-демократы были безоговорочными фаворитами на выборах, однако в партии наблюдалось внутреннее противоречие между сторонниками (Гашек, Тейц, Хованец и другие) и противниками (Соботка, Заоралек, Динстбир и другие) нового президента страны Милоша Земана. Между партией и Земаном произошёл конфликт, когда в 2003 году, партия под руководством Шпидлы неофициально не поддержала Земана на президентских выборах в 2003 году.
Раскол в партии проявился вскоре после выборов, на которых партия победила с 20,45% голосов, но её ожидания не оправдались. Вечером после выборов, на так называемой «Ланской встрече», сторонники президента Милоша Земана во главе партии, встретились в президентской загородной резиденции и попытались договориться о отстранении Богуслава Соботки от власти и о назначении Михала Гашека главой партии. Однако их намерению помешал сотрудник Чешского телевидения Владимир Кеблюшек, заметивший, что сторонники Земана покинули предвыборный штаб партии. Хотя все упомянутые политики отрицали встречу с президентом, в конце концов, благодаря признанию одного из них, вся история раскрылась. Кроме того, председатель Сената Милан Штех, а затем будущий министр иностранных дел Любомир Заоралек встали на сторону Богуслава Соботки. Потенциальные коалиционные партнеры ANO 2011 и KDU-ČSL, также заявили, что не будут вести переговоры с Михалом Гашеком о правительстве. Таким образом, Соботка сохранил свой пост, и, наоборот, его оппоненты покинули руководство партии (за исключением будущего министра внутренних дел Милана Хованца, который перешёл на сторону Соботки).
Партия сформировала новое правительство с ANO 2011 и KDU-ČSL. Партия стала выглядеть более сплоченной, но по-прежнему имела много внутренних проблем. Что проявилось, например, после муниципальных выборов в 2014 году, когда в Духцове в Устецком крае была сформирована правящая коалиция между социал-демократами, коммунистами и РПСС, которая является организацией-правопреемницей неонацистской Рабочей партии. Руководство партии во главе с Соботкой резко осудило ситуацию и предложило упразднить партийную ячейку в Духцове. Региональное руководство партии же отказалось подчиниться указаниям центра и не ликвидировало ячейку. Несмотря на то, что правительство во главе с социал-демократами было относительно успешным и популярным среди избирателей, популярность партии и премьер-министра Соботки продолжала снижаться. В частности, ANO 2011 стало активно переманивать избирателей социал-демократов, что продолжало обострять ситуацию и споры между Соботкой и первым вице-премьером, председателем движения ANO Андреем Бабишем.
В ответ на постоянно снижающиеся настроение избирателей, 15 июня 2017 года Богуслав Соботка подал в отставку с поста председателя. Тогда был создан так называемый триумвират — Соботка остался премьер-министром, Милан Хованец стал исполняющим обязанности председателя партии, а тогдашний министр иностранных дел Любомир Заоралек стал лидером партии на парламентских выборах. Несмотря на смену руководства, на парламентских выборах в октябре 2017 года, партия получила 7,27 % голосов и 15 депутатских мест, что стало первым её крупнейшим провалом за всю современную историю.

### После 2017 года
В 2018 году представители партии вошли в правительство под руководством премьер-министра Андрея Бабиша.
На выборах в Европарламент 2019 года ЧСДП не получила мест.
На партийном съезде в июне 2023 года партия изменила своё название на «Социальная демократия» (Sociální demokracie, SOCDEM) и сменила логотип.

## Результаты на выборах

### Выборы в Чехословакии

#### Выборы вЧешский национальный совет
| Год  | Голоса  | Голоса | Изменения | Изменения | Мандаты   | +/-     | Правительство | Примечания            |
| Год  | Голоса  | %      | Голоса    | %         | Мандаты   | +/-     | Правительство | Примечания            |
| ---- | ------- | ------ | --------- | --------- | --------- | ------- | ------------- | --------------------- |
| 1990 | 296 165 | 4,11   | Впервые   | Впервые   | 0 из 200  | Впервые | —             | Не прошли в парламент |
| 1992 | 422 736 | 6,53   | ▲ 126 571 | ▲ 2,42    | 16 из 200 | ▲ 16    | Нет           | Оппозиция             |

### Выборы в Чешской Республике

#### Выборы вПалату депутатов Парламента Чешской Республики
| Год  | Голоса    | Голоса | Изменения   | Изменения | Мандаты   | +/-  | Правительство | Примечания                                      |
| Год  | Голоса    | %      | Голоса      | %         | Мандаты   | +/-  | Правительство | Примечания                                      |
| ---- | --------- | ------ | ----------- | --------- | --------- | ---- | ------------- | ----------------------------------------------- |
| 1996 | 1 602 250 | 26,44  | ▲ 1 179 514 | ▲ 19,91   | 61 из 200 | ▲ 45 | Нет           | Оппозиция                                       |
| 1998 | 1 928 660 | 32,31  | ▲ 326 410   | ▲ 5,87    | 74 из 200 | ▲ 13 | Да            | (см.также Оппозиционное соглашение)             |
| 2002 | 1 440 279 | 30,20  | ▼ 488 381   | ▼ 2,11    | 70 из 200 | ▼ 4  | Да            | Коалиционное правительство с KDU-ČSL и US-DEU   |
| 2006 | 1 728 827 | 32,32  | ▲ 288 548   | ▲ 2,12    | 74 из 200 | ▲ 4  | Нет           | Оппозиция                                       |
| 2010 | 1 155 267 | 22,08  | ▼ 573 560   | ▼ 10,24   | 56 из 200 | ▼ 18 | Нет           | Оппозиция                                       |
| 2013 | 1 016 829 | 20,45  | ▼ 138 438   | ▼ 1,63    | 50 из 200 | ▼ 6  | Да            | Коалиционное правительство с ANO 2011 и KDU-ČSL |
| 2017 | 368 347   | 7,27   | ▼ 648 482   | ▼ 13,18   | 15 из 200 | ▼ 35 | Да            | Коалиционное правительство с ANO 2011           |
| 2021 | 250 397   | 4,65   | ▼ 117 950   | ▼ 2,62    | 0 из 200  | ▼ 15 | —             | Не прошли в парламент                           |

#### Выборы вСенат Чехии
| Год  | Первый тур | Первый тур | Второй тур | Второй тур | Мандаты  | Мест в Сенате | +/-  |
| Год  | Голоса     | %          | Голоса     | %          | Мандаты  | Мест в Сенате | +/-  |
| ---- | ---------- | ---------- | ---------- | ---------- | -------- | ------------- | ---- |
| 1996 | 559 304    | 20,26      | 733 713    | 31,80      | 25 из 81 | 25 из 81      | ▲ 25 |
| 1998 |            |            |            |            | 3 из 27  | 23 из 81      | ▼ 2  |
| 2000 |            |            |            |            | 1 из 27  | 15 из 81      | ▼ 8  |
| 2002 |            |            |            |            | 7 из 27  | 11 из 81      | ▼ 4  |
| 2003 | 2 424      | 6,85       |            |            | 0 из 2   | 10 из 81      | ▼ 1  |
| 2004 |            |            |            |            | 0 из 27  | 7 из 81       | ▼ 3  |
| 2006 |            |            |            |            | 6 из 27  | 13 из 81      | ▲ 6  |
| 2008 |            |            |            |            | 16 из 27 | 29 из 81      | ▲ 15 |
| 2010 |            |            |            |            | 12 из 27 | 41 из 81      | ▲ 12 |
| 2012 |            |            |            |            | 13 из 27 | 48 из 81      | ▲ 7  |
| 2014 |            |            |            |            | 10 из 27 | 35 из 81      | ▼ 13 |
| 2016 |            |            |            |            | 2 из 27  | 27 из 81      | ▼ 8  |
| 2018 | 100 478    | 9,20       | 33 887     | 8,13       | 1 из 27  | 15 из 81      | ▼ 12 |
| 2020 | 81 105     | 8,13       | 18 175     | 4,02       | 0 из 27  | 3 из 81       | ▼ 10 |
| 2022 | 43 870     | 3,9        | 10 344     | 2,2        | 0 из 27  | 1 из 81       | ▼ 2  |
| 2024 | 28 479     | 3,6        | —          | —          | 1 из 27  | 1 из 81       | ▬    |

### Выборы вЕвропейский парламент
| Год  | Голоса  | Голоса | Изменения | Изменения | Мандаты | +/-     |         |
| Год  | Голоса  | %      | Голоса    | %         | Мандаты | +/-     |         |
| ---- | ------- | ------ | --------- | --------- | ------- | ------- | ------- |
| 2004 | 204 903 | 8,78   | Впервые   | Впервые   | 2 из 24 | Впервые | Впервые |
| 2009 | 528 132 | 22,39  | ▲ 323 229 | ▲ 13,61   | 7 из 22 | ▲ 5     |         |
| 2014 | 214 800 | 14,17  | ▼ 313 332 | ▼ 8,22    | 4 из 21 | ▼ 3     |         |
| 2019 | 93 664  | 3,95   | ▼ 121 136 | ▼ 10,22   | 0 из 21 | ▼ 4     |         |
| 2024 | 55 260  | 1,86   | ▼ 38 404  | ▼ 2,09    | 0 из 21 | ▬       |         |

## Список председателей партии

### Председатели партии до 1949
- Йозеф Болеслав Пецка (1878);
- Йозеф Гыбеш (1887—1893);
- Йозеф Стейнер (1893—1905);
- Антонин Немец (1905—1915);
- Богумир Шмерал (1916—1917);
- Антонин Немец (1917—1925);
- Антонин Гампл[чеш.] (1925—1938);
- Зденек Филингер (1945—1947);
- Богумил Лаушман (1947—1948);
- Зденек Филингер (1948);

### Председатели партии в эмиграции
- Блажей Вилим (1948);
- Вацлав Майер (1948—1972);
- Вилем Бернард (1973—1989);
- Карел Грубы (1989—1990);

### Председатели с 1989 года
- Славомир Клабан (1989 — 25 марта 1990);
- Иржи Горак[англ.] (25 марта 1990 — 28 февраля 1993);
- Милош Земан (28 февраля 1993 — 7 апреля 2001);
- Владимир Шпидла (7 апреля 2001 — 26 июня 2004);
- и.о. Станислав Гросс (26 июня 2004 — 26 марта 2005);
- Станислав Гросс (26 марта 2005 — 24 сентября 2005);
- и.о. Богуслав Соботка (24 сентября 2005 — 13 мая 2006);
- Иржи Пароубек (13 мая 2006 — 7 июня 2010);
- и.о. Богуслав Соботка (7 июня 2010 — 18 марта 2011);
- Богуслав Соботка (18 марта 2011 — 15 июня 2017);
- и.о. Милан Хованец (15 июня 2017 — 18 февраля 2018);
- Ян Гамачек (18 февраля 2018 — 25 октября 2021);
- и.о. Роман Ондерка (25 октября 2021 — 10 декабря 2021);
- Михал Шмарда[англ.] (10 декабря 2021 — 5 октября 2024);
- Яна Малачова (5 октября 2024 — настоящее время)

## Организационная структура
ЧСДП состоит из краевых организаций, краевые организации из окружных организаций, окружные организации из местных организаций.
Высший орган ЧСДП — съезд, между съездами — центральный исполнительный комитет (ústřední výkonný výbor), между заседаниями центрального исполнительного комитета — президиум, высшее должностное лицо — председатель, контрольный орган — центральная контрольная комиссия.
Высшие органы краевых организаций — краевые конференции, между краевыми конференциями — краевые исполнительные комитеты, между заседаниями краевых исполнительных комитетов — президиумы краевых исполнительных комитетов, контрольные органы краевых организаций — краевые контрольные комиссии.
Высшие органы окружных организаций — окружные конференции, между окружными конференциями — окружные исполнительные комитеты, между заседаниями окружных исполнительных комитетов — президиумы окружных исполнительных комитетов, контрольные органы окружных организаций — окружные контрольные комиссии.
Высшие органы местных организаций — собрания членов (Členská schůze), между собраниями членов — комитеты местной организации.

## Логотип партии

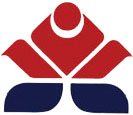
Логотип в 1993—1998 годах
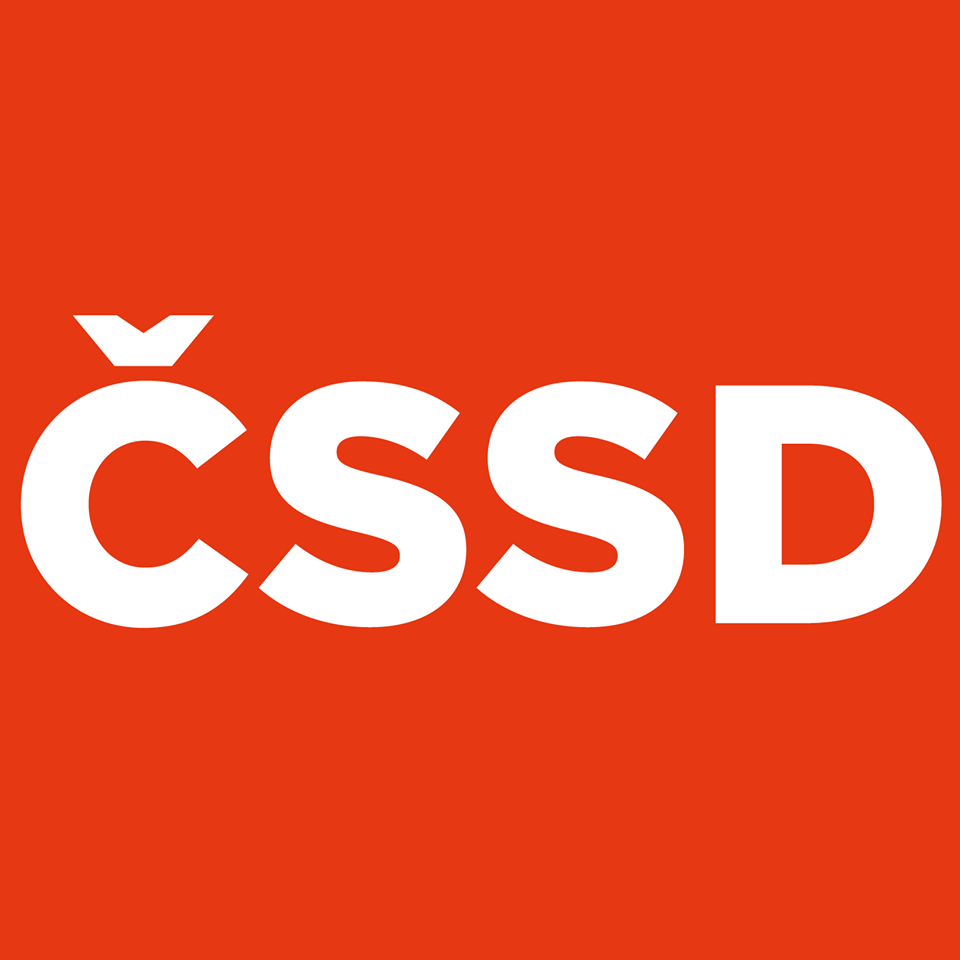
Логотип в 2020—2021 годах
Логотип в 2021—2023 годах